# Vespa alsatica
Vespa alsatica är en getingart som beskrevs av Erber 1867. Vespa alsatica ingår i släktet bålgetingar, och familjen getingar. Inga underarter finns listade i Catalogue of Life.